# Tenthredo baetica baetica
Tenthredo baetica baetica é uma subespécie de insetos himenópteros, mais especificamente de moscas-serra pertencente à família Tenthredinidae.
A autoridade científica da subespécie é Spinola, tendo sido descrita no ano de 1843.
Trata-se de uma subespécie presente no território português.